# Leonard Komon
Leonard Patrick Komon (Mount Elgon, 10 gennaio 1988) è un mezzofondista e maratoneta keniota, tre volte campione mondiale a squadre di corsa campestre nella categoria seniores (2008, 2009 e 2010) e medaglia d'argento individuale nel 2008.

## Biografia
Ai campionati del mondo di corsa campestre ha inoltre raccolto anche un argento juniores nel 2006 e due quarti posti fra i seniores (nel 2009 e nel 2010).
Ha detenuto inoltre il record mondiale dei 10 km su strada, stabilito nel 2010 alla Singelloop di Utrecht in 26'44", superando di circa 17 secondi il record precedente, che apparteneva al connazionale Micah Kogo. A novembre batte anche il record mondiale dei 15 km: alla Zevenheuvelenloop correndo in 41'13", migliorando di 16 secondi il primato di Felix Limo.

## Campionati nazionali
2008
- 7º ai campionati kenioti di corsa campestre - 38'40"

2009
- 6º ai campionati kenioti, 10000 m piani - 28'02"24

2017
- 5º ai campionati kenioti di corsa campestre - 29'09"

## Altre competizioni internazionali
2007
- 5º al Tuskys Wareng Crosscountry ( Eldoret) - 36'14"

2008
- Oro al Lotto Cross Cup de Hannut ( Hannut) - 33'42"
- Oro al Cross Internacional de Soria ( Soria) - 29'11"
- Oro al Juan Muguerza Cross-Country Race ( Elgoibar) - 31'54"
- Argento al Cross de Atapuerca ( Atapuerca) - 23'52"

2009
- Bronzo al Golden Gala ( Roma), 5000 m - 12'58"24
- Oro alla Singelloop ( Utrecht) - 27'10"
- Bronzo al Campaccio ( San Giorgio su Legnano) - 30'12"
- 8º al Cross de l'Acier ( Leffrinckoucke) - 28'45"
- Bronzo al Cross International de la Constitución ( Alcobendas) - 31'06"

2010
- Oro alla Zevenheuvelenloop ( Nimega), 15 km - 41'13"
- Oro alla Singelloop ( Utrecht) - 26'44"
- Oro alla Grand 10 Berlin ( Berlino) - 27'12"
- Oro al Juan Muguerza Cross-Country Race ( Elgoibar) - 32'44"
- 5º al Nairobi International Crosscountry ( Nairobi) - 35'56"
- Oro al Cross Internacional de Italica ( Italica) - 31'14"

2011
- Oro alla Great South Run ( Portsmouth), 10 miglia - 46'18"
- Oro alla Dam tot Damloop ( Zaandam), 10 miglia - 44'27"
- Oro alla Grand 10 Berlin ( Berlino) - 27'15"
- Oro alla Würzburger Residenzlauf ( Würzburg) - 27'33"
- Oro alla UAE Healthy Kidney 10K ( New York) - 27'35"
- 4º alla World's Best 10 km ( San Juan) - 28'04"
- Oro alla Peuerbacher Silvesterlauf ( Peuerbach), 6,8 km  - 18'51"
- Argento al Campaccio ( San Giorgio su Legnano) - 28'19"
- Oro al Cross Internacional Valle de Llodio ( Llodio) - 29'15"
- Oro al Juan Muguerza Cross-Country Race ( Elgoibar) - 32'05"
- 6º al Nairobi International Crosscountry ( Nairobi) - 35'40"
- Oro al Cross Internacional de Italica ( Italica) - 30'38"

2012
- 7º alla Discovery Kenya Half Marathon ( Eldoret) - 1h02'58"
- Oro alla Dam tot Damloop ( Zaandam), 10 miglia - 44'48"
- Argento alla Zevenheuvelenloop (15 km) ( Nimega) - 42'18"
- Oro alla Grand 10 Berlin ( Berlino) - 27'46"
- Oro alla Peuerbacher Silvesterlauf ( Peuerbach), 6,8 km  - 18'32"
- 6º al Juan Muguerza Cross-Country Race ( Elgoibar) - 33'48"
- 11º al Cross Internacional de Italica ( Italica) - 32'00"

2013
- 5º alla Dam tot Damloop ( Zaandam), 10 miglia - 46'32"
- Oro alla Zevenheuvelenloop ( Nimega), 15 km - 42'15"
- Oro alla San Silvestro Vallecana ( Madrid) - 28'03"
- Oro alla Grand 10 Berlin ( Berlino) - 27'48"
- Oro alla UAE Healthy Kidney 10K ( New York) - 27'58"
- 8º al Campaccio ( San Giorgio su Legnano) - 29'10"
- 4º al Juan Muguerza Cross-Country Race ( Elgoibar) - 33'20"

2014
- 6º alla Maratona di Eindhoven ( Eindhoven) - 2h14'25"
- Oro alla Mezza maratona di Berlino ( Berlino) - 59'14"
- 8º alla Tilburg Ten Miles ( Tilburg) - 47'27"
- 8º alla Zevenheuvelenloop ( Nimega), 15 km - 43'25"
- Oro alla Crescent City Classic ( New Orleans) - 27'44"
- Argento alla Course International du El Mohmmedia ( Mohammedia)  - 28'17"
- Argento alla UAE Healthy Kidney 10K ( New York) - 28'17"

2015
- Bronzo alla Mezza maratona di Praga ( Praga) - 59'57"
- 5º alla Great Manchester Run ( Manchester) - 28'19"
- 4º alla Great Ireland Run ( Dublino) - 28'28"

2016
- 5º alla Mezza maratona di Lisbona ( Lisbona) - 1h01'30"
- 4º alla Mezza maratona di Istanbul ( Istanbul) - 1h00'48"
- 10º alla Mezza maratona di Ras Al Khaimah ( Ras al-Khaima) - 1h02'12"
- 18º alla Mezza maratona di Copenhagen ( Copenaghen) - 1h02'50"

2017
- 17º alla Mezza maratona di Yangzhou ( Yangzhou) - 1h06'04"
- 25º alla Zevenheuvelenloop ( Nimega), 15 km - 47'22"
- Bronzo alla Singelloop ( Utrecht) - 28'14"
- 7º al Campaccio ( San Giorgio su Legnano) - 29'40"
- 11º al Cross de Atapuerca ( Atapuerca) - 25'29"

2018
- 16º alla Mezza maratona di Valencia ( Valencia) - 1h00'52"

2019
- 18º alla Maratona di Rotterdam ( Rotterdam) - 2h16'42"